# Junna
Junna, född 786, död 840, var regerande kejsare av Japan mellan 823 och 833.